# Dominique Vandamme

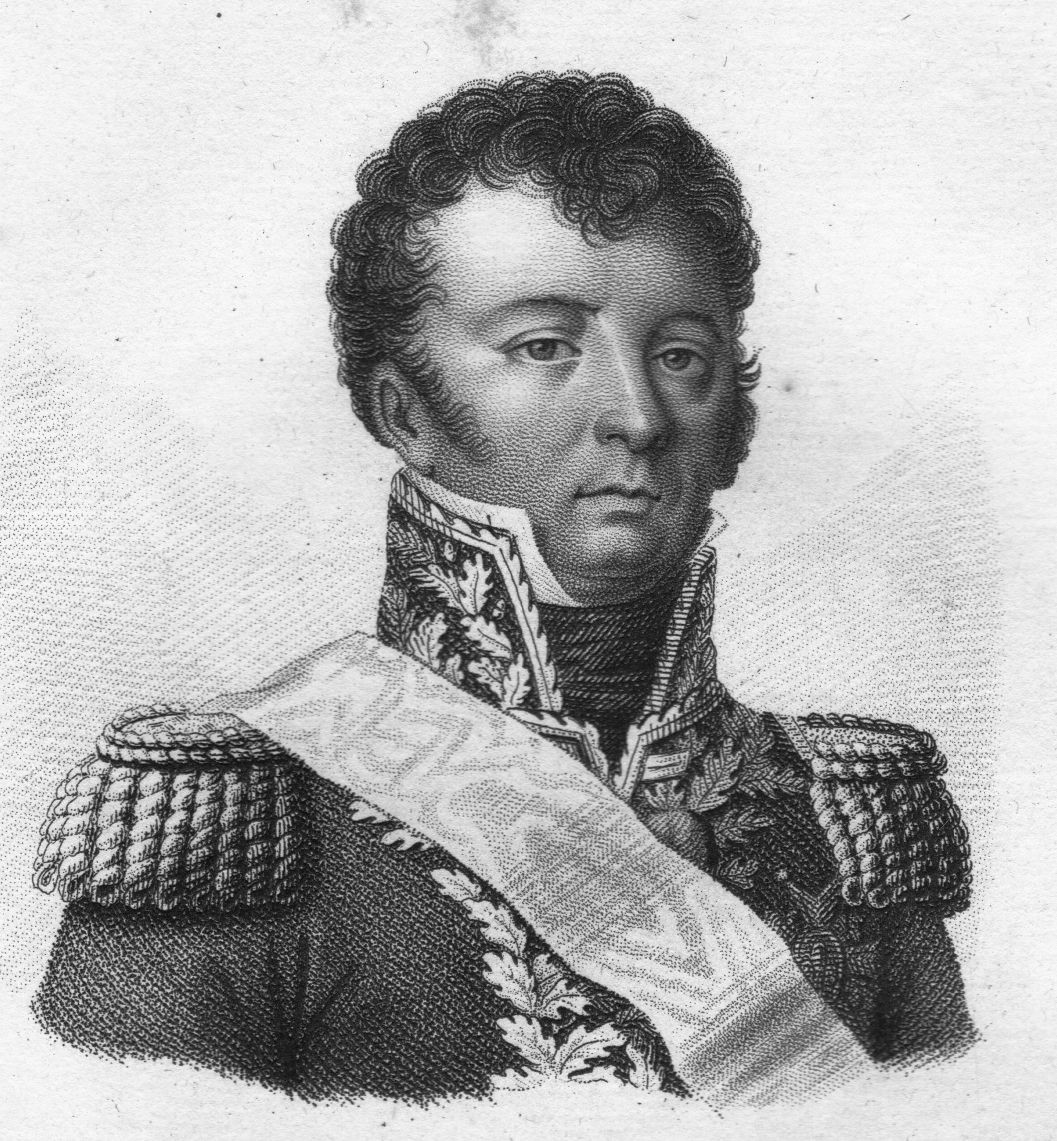
Dominique Vandamme

Dominique-Joseph René Vandamme (Kassel, 5 november 1770 - Kassel, 15 juli 1830) was een Frans generaal tijdens de Franse revolutionaire en napoleontische oorlogen. Hij was berucht om zijn grote gewelddadigheid, insubordinatie en plundering. Napoleon zelf gaf toe dat hij bang was van Vandamme en dat, als hij ooit de duivel in de hel aanviel, hij Vandamme het bevel over de voorste troepen zou geven. Ook zei Napoleon ooit: "Als ik twee Vandammes had, zou ik de één de ander dood laten schieten. Maar ik heb er maar één en die houd ik voor mezelf, omdat ik hem nodig heb en omdat hij onvervangbaar is."
Vandamme werd in 1808 door Napoleon verheven in de adel, met de titel comte d'Unebourg (graaf van Unebourg). Zijn naam staat gebeiteld in de Arc de Triomphe in Parijs.

## Loopbaan
Vandamme, de zoon van een chirurg uit Kassel in Frans-Vlaanderen, studeerde aan de militaire academie in Parijs en ging in 1786 het leger in. Hij diende op Martinique in 1788 en werd gepromoveerd tot sergeant. Na het uitbreken van de Franse Revolutie stelde hij een compagnie van vrijwilligers samen, dat bij het bataljon van Kassel gevoegd werd. In september 1793 kreeg hij het bevel over dit bataljon en de rang van brigadegeneraal.
In 1793-1794, tijdens de Eerste Coalitieoorlog, vocht hij in de Zuidelijke Nederlanden. Hij nam onder meer Nieuwpoort en Menen in en hielp bij de verovering van Ieper. Vandamme werd beschuldigd van plundering van Veurne en door een krijgsraad op non-actief gesteld, maar mocht al na enkele maanden terugkeren. In januari 1795 veroverde hij Arnhem.
In de Tweede Coalitieoorlog nam hij deel aan de Eerste Slag bij Stockach op 25 maart 1799. Na nieuwe beschuldigingen van plundering werd hij naar de Bataafse Republiek (Nederland) gestuurd, waar hij tijdens de Brits-Russische inval in Noord-Holland in 1799 het bevel had over de linkervleugel van het Frans-Bataafse leger en een belangrijke rol speelde in de Slag bij Bergen en Slag bij Castricum.
Tijdens de Slag bij Austerlitz in 1805 had hij het bevel over de 2e divisie en leidde hij een charge die de geallieerde legers in tweeën sneed en de Fransen in een strategische positie plaatste om de slag te winnen. Als dank werd hij door Napoleon onderscheiden met de Grootadelaar van de Legioen van Eer en kreeg hij een huis aangeboden in Cadzand (Staats-Vlaanderen). Hij kreeg ook verschillende polders in concessie op het eiland Cadzand. In 1806 werd hij onderscheiden met het Grootkruis van de Koninklijke Orde van Holland en de Militaire Orde van Verdienste van Württemberg.
In de Vijfde Coalitieoorlog in 1809 vocht hij in de veldslagen bij Abensberg, Eckmühl, Landshut en Wagram. Tijdens de Slag bij Wagram raakte hij gewond aan zijn schouder.
In de Slag bij Kulm (1813) werd Vandamme ingesloten door de Pruisen en verloor het grootste deel van zijn korps. Hij werd samen met 13.000 van zijn soldaten gevangengenomen. Vandamme werd door Russische Kozakken naar Moskou gebracht, waar hij nogmaals beschuldigd werd van plundering. Hierop zou hij tegen tsaar Alexander I gezegd hebben: "Ik ben tenminste nooit beschuldigd van moord op mijn eigen vader" (een verwijzing naar de moord op tsaar Paul I). Vanuit Moskou werd Vandamme naar Kazan gebracht. Na de nederlaag van Napoleon en de eerste Restauratie in Frankrijk mocht hij weer terug naar Frankrijk komen en kreeg huisarrest in Kassel.
Bij de terugkeer van Napoleon tijdens de Honderd Dagen reisde Vandamme onmiddellijk af naar Parijs om zijn steun aan de keizer te betuigen. Napoleon benoemde hem tot pair van Frankrijk en gaf hem het bevel over het 3e Korps. Vandamme speelde een belangrijke rol in de Slag bij Ligny, Napoleons laatste overwinning. Vandamme probeerde maarschalk Grouchy ervan te overtuigen om zich bij de Slag bij Waterloo te voegen, maar Grouchy koos ervoor om Napoleons bevelen op te volgen en de Pruisen bij de Slag bij Waver te verslaan.
Na de tweede Restauratie in 1815 probeerde Vandamme naar de zuidelijke Nederlanden te vluchten. Toen dat niet lukte, ging hij in ballingschap naar de Verenigde Staten, maar in 1819 mocht hij terugkeren naar Frankrijk. Vanaf 1825 leefde hij teruggetrokken in Kassel en Gent en werkte aan zijn memoires. In 1830 stierf hij aan kanker.

## Verder lezen
- John G. Gallaher, Napoleon's Enfante Terrible: General Dominique Vandamme. University of Oklahoma Press, 2008

- Bibliothèque nationale de France: cb10737832h (data)
- Biografisch Portaal: 38375645
- Digitale Bibliotheek voor de Nederlandse Letteren: damm025
- Gemeinsame Normdatei: 118803859
- International Standard Name Identifier: 0000 0000 8065 3132
- Library of Congress Control Number: n80122085
- Base Léonore: LH//2671/47
- Nationale Bibliotheek van Israël: 987007374019105171
- Nederlandse Thesaurus van Auteursnamen: 073268542
- SNAC: w6kh1hj1
- Système universitaire de documentation: 050550713
- Virtual International Authority File: 59880473
- WorldCat: E39PBJrgKk6XjYt84P68P6JhpP